# Acanthopetalum blanci
Acanthopetalum blanci är en mångfotingart som först beskrevs av Henri W. Brölemann 1932.  Acanthopetalum blanci ingår i släktet Acanthopetalum och familjen Schizopetalidae.

## Underarter
Arten delas in i följande underarter:
- A. b. mendelicum
- A. b. pallidum